# Джон Девідсон (поет)
Джон Де́відсон (англ. John Davidson; 11 квітня 1857 — 23 березня 1909) - шотландський поет, драматург і романіст, найбільше відомий своїми баладами. Він також займався перекладами з французької мови. У 1909 році фінансові труднощі, а також проблеми з фізичним та психічним здоров'ям призвели до його самогубства.

## Життя та твори

### Шотландія
Він народився в Баррхеді, Східний Ренфрушир, у родині Олександра Девідсона, священика Євангельського союзу, та Гелен , уродженої Крокет з Елгіна. Його родина переїхала до Грінока в 1862 році, де він здобув освіту в Академії Хайлендерс і на 13-му році життя вступив до хімічної лабораторії рафінувального заводу Вокера Шугархаус, повернувшись через рік до школи учнем-вчителем. Девідсон також недовго працював в Офісі громадських аналітиків, з 1870 по 1871 рік. На цій роботі він розвинув інтерес до науки, що стало важливою рисою його поезії. У 1872 році він повернувся на чотири роки до Академії Хайлендерс як учень-вчитель, а після року навчання в Единбурзькому університеті (1876–77) отримав у 1877 році свою першу академічну роботу в Благодійному закладі Олександра в Глазго. Протягом наступних шести років він обіймав посади в таких навчальних закладах. : Пертська академія (1878–81), Академія Кельвінсайд, Глазго (1881–82) та Благодійна організація Хатчінсона, Пейслі (1883–84). Він урізноманітнив свою кар'єру, пропрацювавши рік клерком у фірмі ниток у Глазго (1884–85), а згодом викладав в Академії Моррісона, Кріфф (1885–88) та в приватній школі в Гріноку (1888–89).

### Лондон
Захопившись літературою, він у 1889 році поїхав до Лондона, де часто відвідував " Старий чеширський сир " і приєднався до " Клубу римувальників ". Першим опублікованим твором Девідсона був «Брюс», хронікальна п'єса в єлизаветинській манері, яка вийшла у видавництві у Глазго в 1886 році. Чотири інші п'єси, «Сміт, трагічний фарс» (1888), «Неісторична пастораль» (1889), «Аромантичний фарс» (1889) та блискуча пантоміміка «Скарамуш на Наксосі» (1889), також були опубліковані, поки він перебував у Шотландії.
Окрім того, що він писав для «The Speaker», «Glasgow Herald» та інших газет, він створив кілька романів та оповідань, найкращим з яких був «Первервід» (1890). Але ці прозові твори були написані заради заробітку.

### Вірші

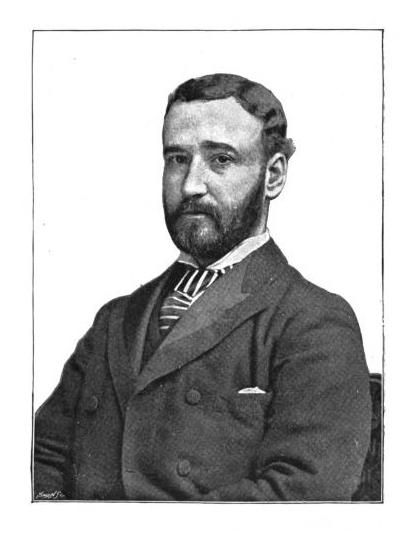
Джон Девідсон

Справжнім засобом мистецтва Девідсона були вірші. «У музичному залі та інші вірші» (1891) натякали на те, що й «Еклоги Фліт-стріт» (1893), а саме на те, що Девідсон мав справжній та самобутній поетичний дар. Англійський романіст кінця ХІХ століття Джордж Гіссінг прочитав обидва ці томи за один день у 1893 році в бібліотеці Британського музею. Єйтс мав похвальні слова про «У музичному залі». Він назвав її «прикладом нового письменника, який шукає „нову тему, нові емоції“». Єйтс писав про свою емоційну суперечку з Девідсоном в «Автобіографіях» (1955). Друга збірка закріпила його репутацію серед небагатьох вимогливих. Його ранні п'єси були перевидані в одному томі в 1894 році, і відтоді він все більше звертав свою увагу на вірші. Збірник енергійних «Балад і пісень» (1894), його найпопулярніший твір, копію якого Девідсон надіслав Джорджу Гіссінгу, який написав, що він «змусив його задуматися», був продовжений другою серією «Еклог Фліт-стріт» (1896), а також «Новими баладами» (1897) та «Останньою баладою» (1899).

### Драматичні твори
На деякий час він відмовився від лірики на користь драматургії, написавши кілька оригінальних п'єс.

### «Заповіти»
Нарешті Девідсон взявся за серію «Заповітів», в яких він дав чітке вираження своїй філософії. Ці томи називалися «Заповіт вівісектора» (1901), «Заповіт забороненої людини» (1901), «Заповіт будівничого імперії» (1902) і «Заповіт Джона Девідсона» (1908). Хоча він відмовлявся від звання філософа, він виклав оригінальну філософію, яка була водночас матеріалістичною і аристократичною. Космічний процес, інтерпретований як еволюція, був для нього плідним джерелом натхнення.
Його пізніші вірші, які часто є радше вишуканою риторикою, ніж поезією, висловлюють переконання, яке підсумовується в останніх словах, написаних ним: «Людина — це усвідомлений всесвіт; найпростіша людина повинна вважати себе надто великою, щоб називатися якимось іменем». Звідси випливало, що кожна людина повинна бути собою в міру своїх сил, а найсильніший повинен правити. Девідсон сповідував відмову від усіх існуючих філософій, включно з філософією Ніцше, як неадекватну, але вплив Ніцше простежується в його аргументації. Поет планував втілити своє революційне кредо у трилогії під назвою «Бог і Мамона». Однак було написано лише дві п'єси: «Тріумф Мамони» (1907) та «Мамон і його послання» (1908)[1].

### Родина
У 1885 році Девідсон одружився з Маргарет, дочкою Джона Макартура з Перта[1]. Вона пережила його з двома синами, Александром (1887 р.н.) і Мензісом (1889 р.н.)[2].

### Інші твори

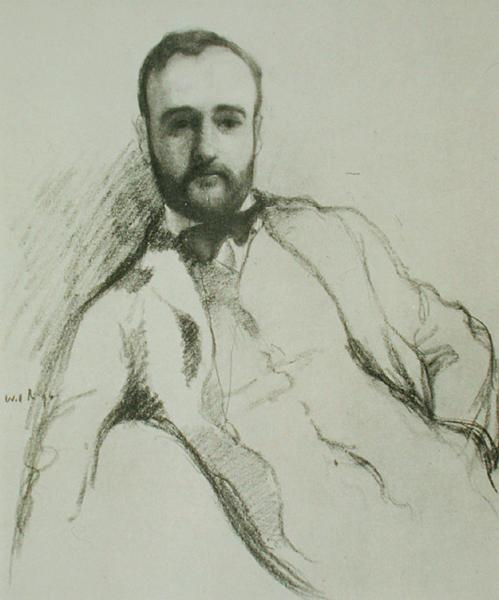
Портрет Джона Девідсона роботи Вільяма Ротенштейна в «Жовтій книзі», том 4 (1895)

Девідсон був плідним письменником. Окрім згаданих творів, він написав багато інших праць, серед яких «Чудова місія графа Лаванди» (1895), роман, що містить еротику з елементами бичування, а також передмову до «Сонетів Шекспіра» (видання Ренесансу, 1908), яка, як і його різноманітні передмови та есе, демонструє його як тонкого літературного критика[1].

### Переклади
Він переклав «Перські листи» Монтеск'є (1892), «За Куронну» Франсуа Коппе (1896) та «Руї Блас» Віктора Гюго (1904), перший з яких був поставлений під назвою «За корону» в Ліцейському театрі в 1896 році, а другий — під назвою «Королівський роман» в Імператорському театрі[1].

### Портрети

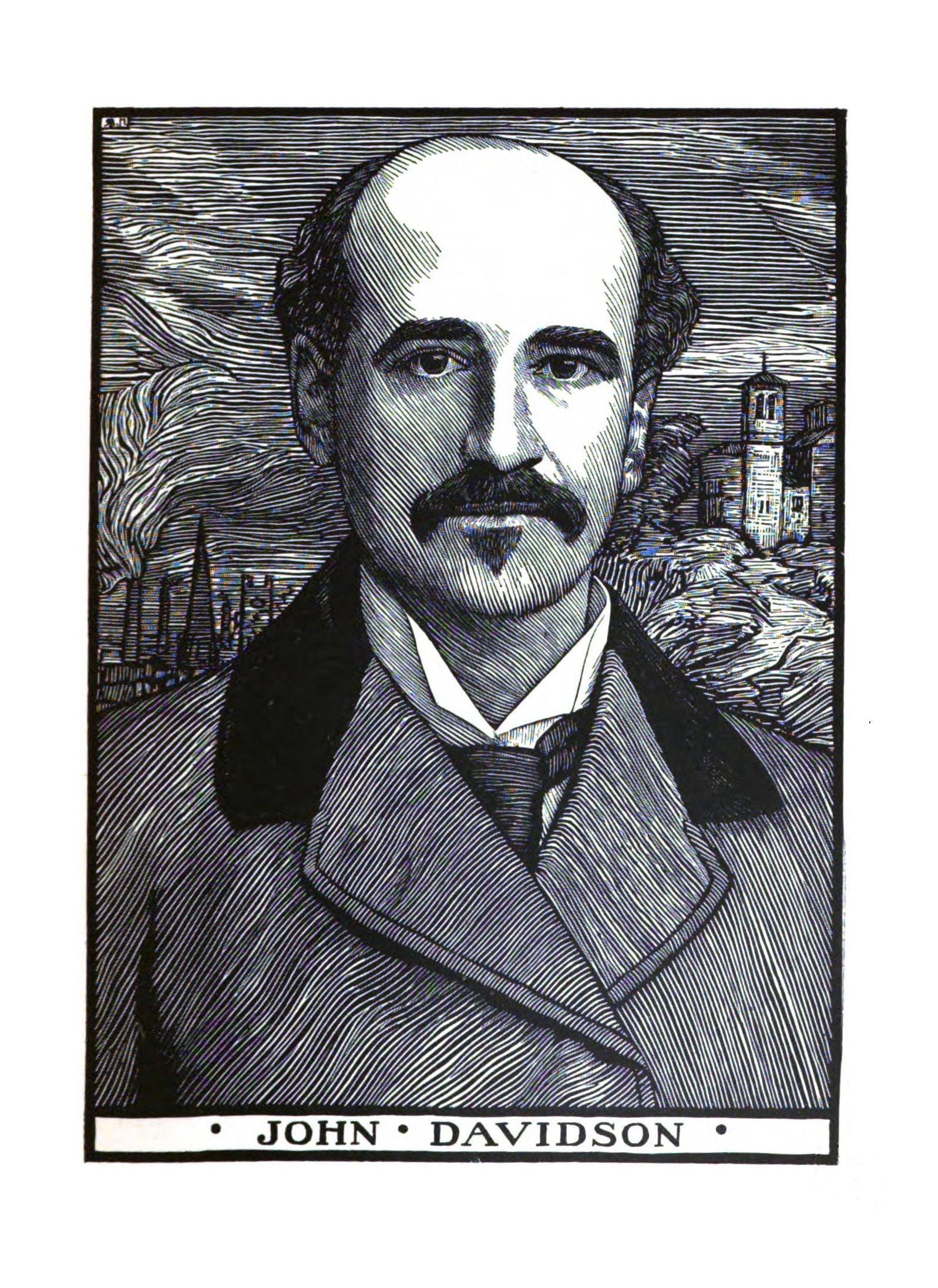
Ксилографія Джона Девідсона, робота Роберта Брайдена, 1902 рік

Портрет Девідсона намалювали Волтер Сікерт і Роберт Брайден. Карикатура Макса Бірбома з'явилася в журналі «The Chapbook» (1907), а Вільям Ротенштейн намалював його портрет для журналу «The Yellow Book». У своїй книзі « Men and Memories» (1931) Ротенштейн сказав, що коли Макс Бірбом дивився на свої фотографії Девідсона, він похвалив його за «тонке поводження з перукою». Ротенштейн писав, що не помітив, що той її носить.

Френк Гарріс, член Клубу римувальників, описав його у 1889 році так:
«…трохи нижче середнього зросту, але міцної статури, з квадратними плечима і напрочуд гарним обличчям і головою; риси обличчя були майже класично правильні, очі темно-карі і великі, чоло високе, волосся і вуса чорні. Його манери були абсолютно відвертими і природними; він зустрічав усіх однаково незворушно, доброзичливо і по-людськи; я ніколи не бачив у ньому ані сліду снобізму чи нечемності. Можливо, це велика людина, сказав я собі, безумовно, людина геніальна, бо сама лише простота манер є в Англії майже доказом надзвичайної обдарованості»[1][2].

### Утоплення

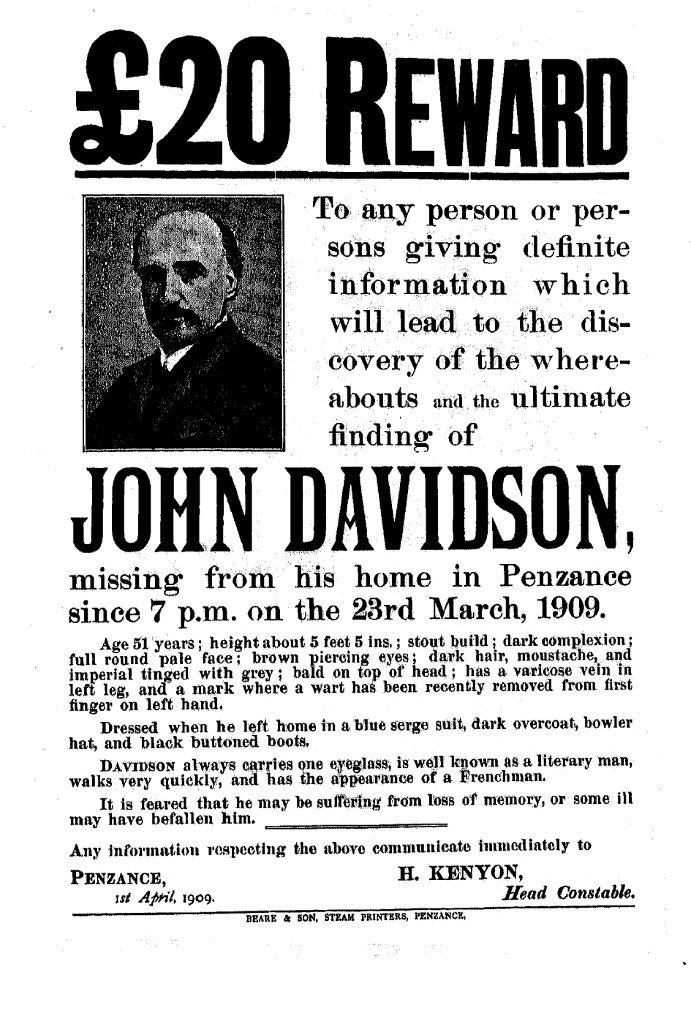
Плакат «Зниклий безвісти», 1909

У 1906 році йому було призначено пенсію за цивільним списком у розмірі 100 фунтів стерлінгів на рік, і Джордж Бернард Шоу робив усе можливе, щоб допомогти йому фінансово, але бідність, слабке здоров'я і занепад сил, посилений початком раку, викликали глибоку безнадію і клінічну депресію[1]. Наприкінці 1908 року Девідсон виїхав з Лондона і оселився в Пензансі. 23 березня 1909 року він зник зі свого будинку за обставин, які не залишали сумнівів у тому, що він утопився. Серед його паперів був знайдений рукопис нового твору «Вірші з Фліт-стріт» з листом, що містив слова: «Це буде моя остання книга». Його тіло, яке було виявлене рибалками в затоці Маунтс Бей 18 вересня, було поховане в морі, згідно з його заповітом. У своєму заповіті він побажав, щоб не було написано жодної біографії, не було опубліковано жодного з його неопублікованих творів, і щоб «жодне слово, окрім написаного мною, не з'явилося в жодній моїй книзі, доки діятиме авторське право»[2].

Припущення, що він покінчив життя самогубством, узгоджується з тим, що відомо про його темперамент та його ідеї. У «Заповіті Джона Девідсона», опублікованому за рік до його смерті, він передбачає таку долю:
«Ніхто не повинен пережити його владу… Хто вбиває,
Сам підкорює переможця царів;
Хто забирає його життя, той не помре;

Мій час настав».[1]

### Вплив на інших поетів
Поезія Девідсона мала ключовий ранній вплив на важливих поетів-модерністів, зокрема на його співвітчизника Г'ю Макдіарміда та Воллеса Стівенса. Т. С. Еліот особливо любив вірш «Тридцять шилінгів на тиждень» (У баладах та піснях (1894)). Вірш Девідсона «На острові собак», наприклад, є чітким інтертекстом пізніших віршів, таких як " Бездільна земля " Еліота та " Ідея порядку в Кі-Весті « Стівенса.

### Цитати
- „This is an age of Bovril“

## Твори
- Північна стіна (1885)
- Diabolus Amans (1885), віршована драма
- Брюс (1886) драма у п'яти актах
- Сміт (1888) трагедія
- П'єси (1889)
  - Неісторична пастораль, романтичний фарс
  - Скарамуш на Наксосі
- Perfervid: Кар'єра Нініана Джеймісона (1890) з 23 оригінальними ілюстраціями Гаррі Фернісса, Ward & Downey, Ltd., Лондон.
- „Великі люди та письменник-практик“ (1891). Ілюстрації Е. Дж. Елліса. Ward & Downey, Ltd., Лондон.
- У музичному залі та інші вірші (1891) Ward & Downey, Ltd., Лондон.
- „Вдівство Лори Рутвен“ (з Сі Джей Віллсом), (1892)
- Еклоги з Фліт-стріт (1893)]
- Лицар травневого дерева (1903)
- Речення та абзаци (1893)
- Балади та пісні (1894) Видавництво John Lane, Лондон
- Баптистське озеро (1894) Ward & Downey, Ltd., Лондон.
- Випадковий маршрут (1894)
- Повна та правдива розповідь про дивовижну місію графа Лавандера (1895)
- День Святого Георгія (1895)
- Еклоги з Фліт-стріт (Друга серія) (1896)
- Міс Армстронг та інші обставини (1896)
- Паломництво сильної душі та інші оповідання (1896)
- Нові балади (1897)
- „Ґодфріда“, п'єса (1898)
- Остання балада (1899)
- „Я — людина“, трагікомедія (1901)
- Заповіт забороненої людини (1901)
- Заповіт вівісектора (1901)
- Заповіт будівника імперії (1902)
- Розарій (1903) Грант Річардс, Лондон
- Лицар травневого дерева: Комедія в чотирьох актах (1903)
- Заповіт прем'єр-міністра (1904)
- Балада про черницю (1905)
- „Театрократ: трагічна п'єса про церкву та державу“ (1905)
- Святкові та інші вірші, з приміткою про поезію (1906)
- Тріумф Мамони (1907) Е. Г. Річардс, Лондон
- Мамон та його послання (1908)
- Заповіт Джона Девідсона (1908)
- Фліт-стріт та інші вірші (1909)
- Автор „Жовтої книги“

Його переклади:
- Montesquieu's Lettres Persanes, (Persian Letters) (1892)
- François Coppée's Pour la couronne, (For the Crown) (1896)
- Victor Hugo's Ruy Blas, (A Queen's Romance) (1904)

## Подальше читання
- Hubbard, Tom. Davidson, John (1857–1909). Oxford Dictionary of National Biography (вид. онлайн). Oxford University Press. doi:10.1093/ref:odnb/32729. (Необхідна підписка або членство в публічній бібліотеці Сполученого Королівства .)
- John Davidson, First of the Moderns; A Literary Biography (1995) by John Sloan
- Karl E. Beckson, London in the 1890s: A Cultural History (1992)
- Princeton University Library, John Davidson Collection, 1879—1945 (bulk 1890—1909)